# 이지용 (축구 선수)
이연규(1999년 4월 1일 ~ )는 대한민국의 축구 선수로, 포지션은 공격수이다. 현재는 스리 파항 FC 소속이다.